# Патрипассиане

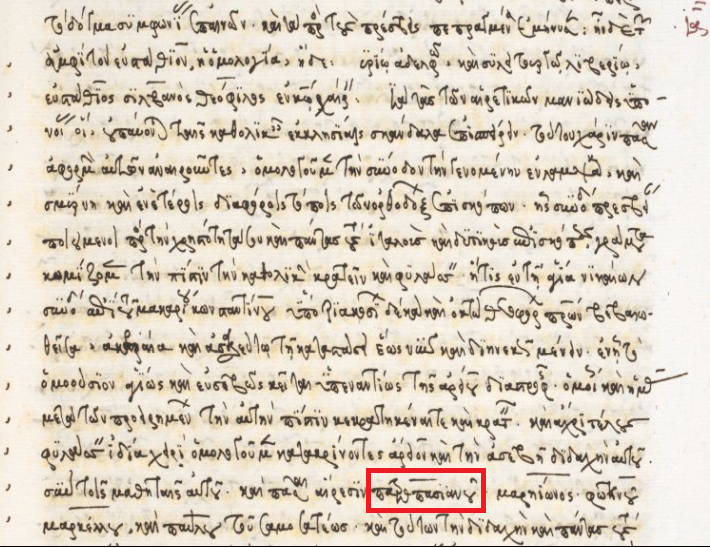
Созомен. «Церковная история». Книга шестая. Глава 11. Исповедание Македониан — Евстафия, Сильвана и Феофила, представленное римскому епископу Ливерию, в котором среди других еретиков упоминаются патрипассиане. Греческая рукопись 1524 года. Британская библиотека.

Патрипассиа́не или партропассиа́не (лат. patripassiani, patropassiani — «отцестрастники» от лат. pater — «отец» + лат. passio — «страдание») — еретики, появившееся в III веке в христианской церкви. Патрипассиане не исповедовали три лица Бога, а признавали только единого Бога, который называли Отцом. Часть патрипассиан Сына и Святого Духа почитала божественными силами, и получила название — динамисты (от др.-греч. δύνᾰμις — «сила»); другая часть патрипассиан Сына и Святого Духа почитала только как формы откровения единого Божества, и получила название — модалисты (от лат. modus — «мера, положение»). По учению патрипассиан, Бог Отец во Христе стал человеком, был распят, страдал и умер; отсюда произошло и их название – патрипассиане. Термин лат. patripassiani впервые употребил Тертуллиан в полемике с модалистом Праксеем в своём трактате «Против Праксея» (лат. «Adversus Praxean») . Тертуллиан считал, что Праксей проповедовал феопасхизм в наигрубейшей форме, в форме патрипассианства: Сам Отец был распят и пострадал. Западные христианские писатели употребляли термин «патриссиане» в отношении савеллиан.